# Вислокрилки
Вислокрилки (Sialidae) — одна з двох сучасних родин комах ряду великокрильці. Середнього розміру чотирикрилі комахи, хижі личинки мешкають у водоймах. Об'єднує близько 100 видів з 14 родів, поширених у всіх біогеографічних царствах

## Опис
Середнього розміру комахи з міцною тілобудовою. Довжина тіла зазвичай 1,5-3 см. Забарвлені в темні та коричневі кольори. Антени тонкі, ниткоподібні. Простих вічок на голові нема. Груди ширші за довжину. Крила добре розвинені, проте літають неохоче. Розмах передніх крил — 2-4 см, задні крила коротші. Крила вкриті волосками, не мають вічка Лапки ніг 5-членикові, 4-й членик розширений.
Личинки мають на кінці черевця характерну хвостову нитку. Парні зябра наявні на 1-7 сегменті черевця. Личинка 1-го віку різко відмінна від наступних.

## Спосіб життя
Імаго тримаються поблизу водойм, у європейських видів часто сидять на листі, гілках чи стовбурі вільхи. Личинки мешкають у воді стоячих водойм чи водних потоків з повільною течією. Личинки хижі, живляться дрібними водяними безхребетними. Перша личинкова стадія не живиться, перша й друга стадії ведуть планктонний спосіб життя, пізніші зариваються в мул на дні водойми. У Європі виходять з води навесні та заляльковуються в ґрунті.